# Золотухіно (Краснозоренський район)
Золотухіно (рос. Золотухино) — присілок у Краснозоренському районі Орловської області Російської Федерації.
Населення становить 34 особи. Входить до муніципального утворення Успенське сільське поселення.

## Історія
Населений пункт розташований у межах Чорнозем'я та історичного Дикого Поля. Від 30 липня 1928 року у складі Єлецького округу Центрально-Чорноземної області, 13 червня 1934 року після ліквідації Центрально-Чорноземної області населений пункт увійшов до складу новоствореної Курської області.
З 27 вересня 1937 року в складі новоствореної Орловської області.
Від 2013 року входить до муніципального утворення Успенське сільське поселення.

## Населення
| 2010 |
| ---- |
| 34   |